# اسطرلاب

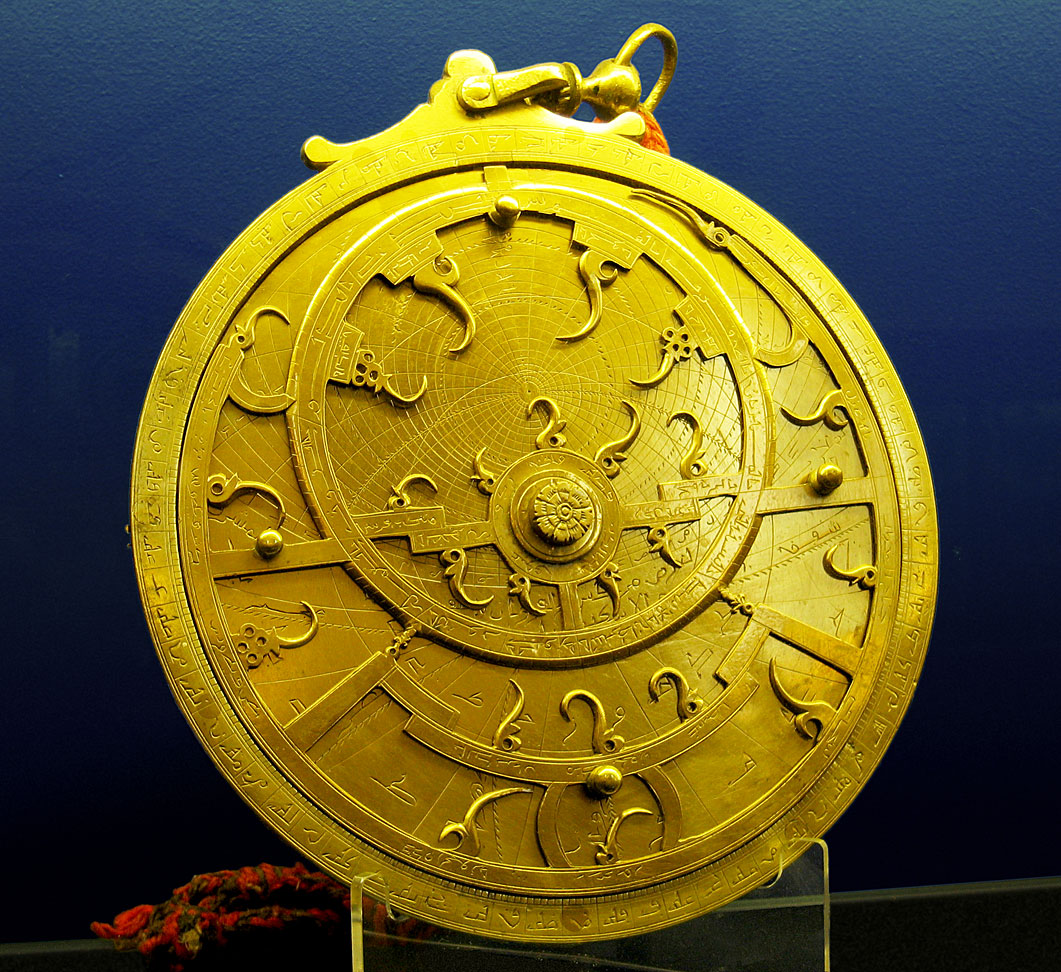
اسطرلاب ایرانی متعلق به سده نهم میلادی که سازنده آن ابواسحاق ابراهیم (بن محمد) بن حبیب بن سمرة بن جندب بغدادی فزاری است. صفحه گرد کوچکتر دارای ۱۳ میخچه یا پیکانک کمانی شکل است. جهت و اشاره پیکانک‌ها، موقعیت درخشان‌ترین و روشن‌ترین ستاره‌ها را نشان می‌دهند. نام ستاره‌ها در پایین هر پیکانک حک شده است. صفحه گرد بزرگتر به وسیله خطوط هماهنگ ترسیم شده است. این اسطرلاب در موزه تاریخ علم کمبریج نگهداری می‌شود.

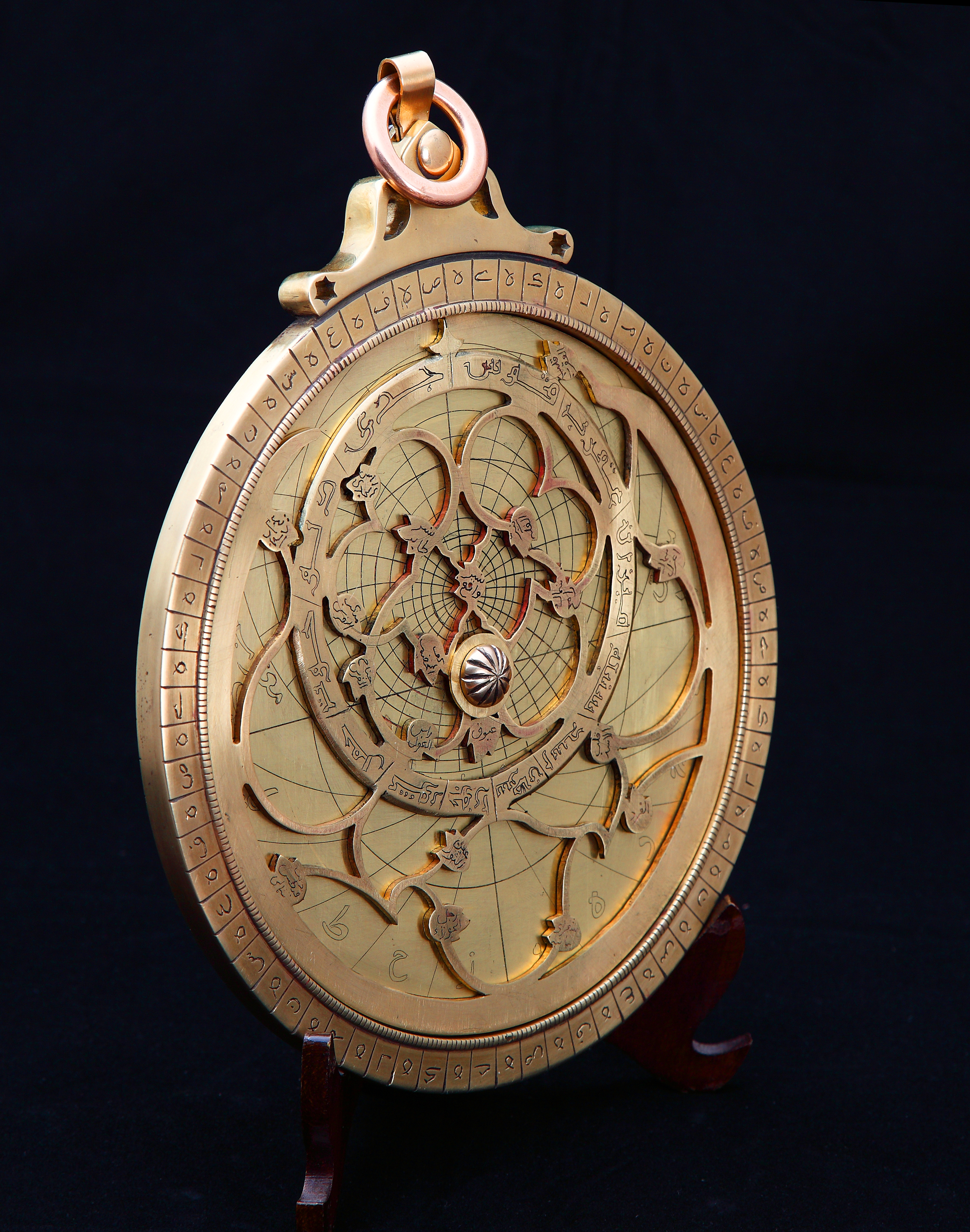
اسطرلاب مسطح جدید. ساخته شده در تبریز. سال ۱۳۹۲.

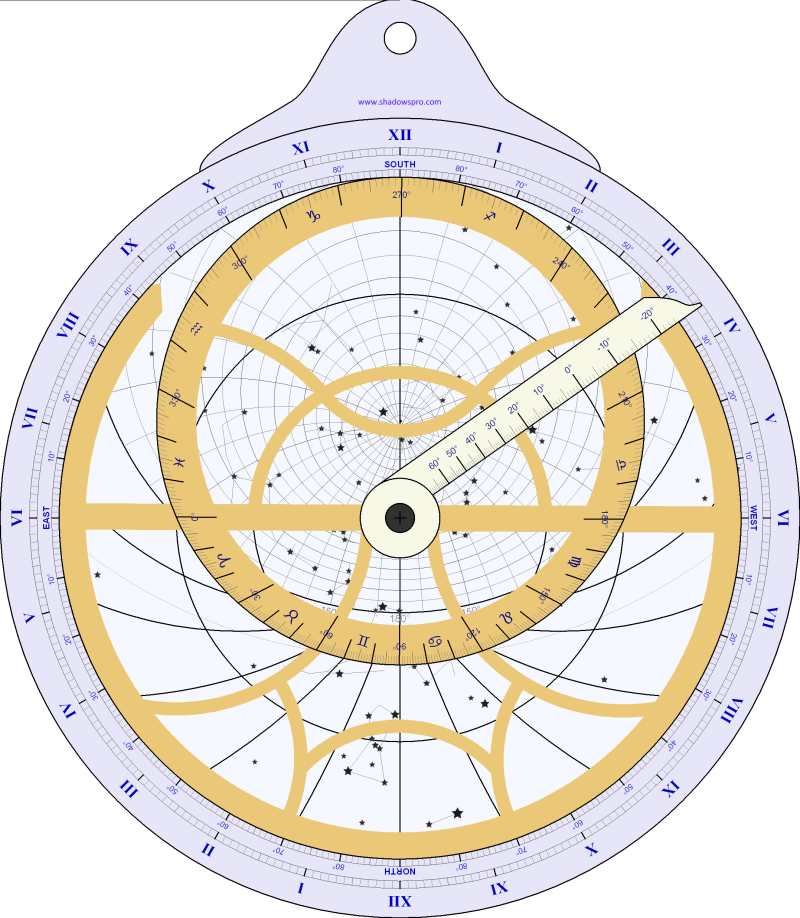
اسطرلاب با طراحی رایانه‌ای

اُسطُرلاب یا آسترولاب (به یونانی: اَسْترُلابُن (ἁστρολάβον)؛ اَسْترُن (ἄστρον)، ستاره + لامبانِئین (λαμβάνω)، گرفتن)، (به پارسی باستان: استاره‌یاب) (دیگر نام‌ها: اَسترولاب، سُتُرلاب، صُلاّب)، و در برخی منابع فارسی با نام «آیینهٔ نجوم» جام جم آورده شده است. از ابزارهای قدیم نجوم و پیشگویی آینده است. اسطرلاب وسیله‌ای در نجوم رصدی بوده و اکنون بیشتر برای کاربردهای آموزشی بکار می‌رود.
اسطرلاب رایج و معمولی دستگاه و صفحه گرداننده فلزی است که از جنس برنز یا برنج یا از آهن و فولاد یا تخته به طرز بسیار دقیق و ظریف و مستحکمی ساخته شده و برای مطالعات و محاسبات کارهای نجومی از قبیل پیدا کردن ارتفاع و زاویه خورشید، محل ستارگان و سیارات و منطقه البروج و به دست آوردن طول و عرض جغرافیایی محل در تمام مدت شبانه روز و فصول مختلف سال بکار برده می‌شود. همچنین برای به‌دست آوردن ارتفاع کوه‌ها و پهنای رودخانه‌ها و سایر عوارض طبیعی زمین و تعیین ساعات طلوع و غروب یکایک ستارگان ثابت و سیاراتی که نام آن‌ها بر شبکه اسطرلاب نقش بسته نیز مورد استفاده قرار می‌گیرد. همچنین این دستگاه برای محاسبه ساعات طلوع و غروب آفتاب هر محل (علی‌الخصوص در دوره اسلام که تعیین ساعات نماز هم برآن اضافه شد) ساخته شده است. با توجه به این حقیقت که در هنگام استفاده از دستگاه مذکور هیچ احتیاجی جهت به کاربردن و دانستن فرمولهای ریاضی نیست. (مانند خط‌کش محاسبه‌ای که به وسیله مهندسین به کار برده می‌شود)
در کل از این ابزار برای سنجش ارتفاع، سمت، بعد و میل خورشید و ستارگان، تعیین وقت در ساعات روز و شب، قبله و زمان طلوع و غروب آفتاب استفاده می‌شده و ابزاری در مبحث تاریخ ابزارهای زمان بوده است که برای کاربردهای دیگر نیز به‌کار می‌رفته.
بر طبق اسناد به‌دست آمده در ماوراءالنهر، این دستگاه را «استاره‌لاب» می‌گفتند. «استاره» یا «استره» که یونانیان «استاریوس» می‌نامند، همان ستاره و نام ایرانی است و «لابیدن» از مصدر پارتی به معنی «تابیدن» است.
بعضی از منابع عربی نام آن را مشتق از کلمه یونانی استرلابوس نوشته‌اند و برخی معنی آن را «ترازوی ستارگان» ذکر کرده‌اند. اما از آنجا که اسطرلاب در حوزه فرهنگ ایران و خاورمیانه بکار گرفته شده و در فرهنگ یونانی جایگاهی ندارد و اروپاییان در اندلس مسلمان قرن یازدهم با آن آشنا شدند بنابراین ارتباط این واژه با استرلابوس نیز بعید به نظر می‌رسد. حمزه اصفهانی واژه «اسطرلاب» را معرب ترکیب فارسی «استاره‌یاب» می‌داند. نظر حمزه اصفهانی قابل قبول‌تر بنظر می‌رسد زیرا Star یا استارا یا ستارا و ستره ریشه در سانسکریت و در زبانهای پارسی باستان دارد و واژه استار در فرهنگ ایرانی و میان‌رودان و حتی زبان آرامی و سریانی معمول بوده است. استاره یاب هنوز هم در ادبیات خراسانی بکار می‌رود؛ مثلاً می‌گویند طرف جادو و جمبل بلد است مهره خر و استره یاب دارد.
ابوریحان بیرونی در رسالهٔ «إفراد المقال فی أمر الظلال» نظر حمزه اصفهانی را در کتاب «الموازنة» رد کرده و به فرض رواج این کلمه در زبان فارسی، آن را برگرفته از تعریب واژهٔ یونانی اسطرلابوس می‌داند که در آن اسطر (star) به معنی ستاره است، همانند واژه‌های astronomy و astrology (که در ریشهٔ یونانی آن‌ها تردیدی وارد نشده) و اشاره می‌کند که این وسیله در زمانی که هیچ جای دیگری وجود نداشته، در صنعت و کتب قدیمی آن‌ها یافت می‌شده است. وی اضافه می‌کند که مردم مشرق زمین اسطرلاب را نمی‌شناخته‌اند و از سایه برای این منظور استفاده می‌کرده‌اند.
اسطرلاب را ایرانیان مسلمان جام جم یا جام جهان‌نما یا آینه جم می‌خواندند.
حافظ در غزلی از آینه جام نام می‌برد که منظورش همان اسطرلاب است که جهان را مانند جام آینه‌واری به آدمی نشان می‌دهد. قدیمی‌ترین کتاب جامع به زبان فارسی دری دربارهٔ اسطرلاب و ستاره‌شناسی، کتاب «روضه المنجمین» نام دارد که آن را «شهمردان» فرزند ابی‌الخیر رازی در سده پنجم هجری تألیف کرده است.

## انواع
این وسیله بسته به کاربردهایی که دارد در انواع مختلفی ساخته می‌شده است. از آن جمله می‌توان به اسطرلاب کالتام، توماری، هلالی، چلیپایی، ذورقی، قوسی، جامعه جنوبی، رصدی، شمالی، کروی، مسطح خطی، ثلثی و صلیبی اشاره کرد.

## تاریخ
بسیاری از منابع تاریخی اختراع اسطرلاب را به هیپارخوس نسبت می‌دهند اما به نظر می‌رسد ابزارهای مشابه با توانایی‌های مختلف در بین ستاره‌شناسان آشور و بابل رایج بوده و نمونه‌های یونانی نتیجه تکمیل این ابزارها بوده است. از اسطرلاب‌های یونانی نمونه‌ای در دست نیست. اما این ابزار در بخش حوزه ایرانی اسلام مورد استفاده بود زیرا ابزاری بر آن نصب بود که ساعت آفتابی محسوب می‌شد و زمان ظهر شرعی را تعیین می‌کرد.
از قرن نهم میلادی تا قرن نوزدهم اسطرلاب‌های بسیاری در ایران و دیگر کشورهای جهان اسلام ساخته شد. به گفته‌ای نخستین سازنده اسطرلاب در میان مسلمانان محمد فزاری پسر ابراهیم فزاری بوده است. اما شواهد نشان می‌دهد که اولین اسطرلاب ساخته ابواسحاق ابراهیم بن حبیب بن سلیمان معروف به ابراهیم بن حبیب از منجمان و ستاره شناسان ایرانی است که به سال ۷۷۷ هجری قمری اسطرلاب را ساخت تا چندی پیش احتمال می‌رفت که کهن‌ترین اسطرلابی که تاکنون باقی‌مانده، در ۳۷۴ق/۹۸۴م به دست دو برادر اصفهانی به نامهای احمد و محمد بن ابراهیم در اصفهان ساخته شده باشد. اما ظاهراً کهن‌ترین نمونه شناخته شده که نام سازنده و تاریخ ساخت برآن حک شده است اسطرلابی است که به گواهی کتیبه کوفی پشت کرسی آن به دست «بسطلس» در تاریخ ۳۱۵ هجری قمری ساخته شده است.
البته به گفتهٔ سرگئی تولستوف، باستان‌شناس روس و حفار بنا، رصدخانه در قوی قریلگان قلعه، در این رصدخانه قدیمی‌ترین ستاره‌یاب اسطرلاب جهان کشف شده است. کشف این ستاره‌یاب نشان داد که دست کم صدها سال پیش از بطلمیوس در سرزمین ایران اختراع اسطرلاب وجود داشته است.

## نوشته‌های قدیمی در مورد اسطرلاب
در ایران و جهان اسلام دانشمندان بسیاری رساله‌ها و کتاب‌هایی دربارهٔ مبانی نظری و نحوه کار با اسطرلاب نوشته‌اند از جمله:
- العمل بالاسطرلاب، یا صنعه الاسطرلاب و العمل به، از ماشاءالله یهودی.
- العمل بالاسطرلاب المسطح، از ابراهیم بن حبیب.
- العمل بالاسطرلاب، از محمد بن موسی خوارزمی.
- العمل بالاسطرلاب، از احمد بن عبدالله مروزی
- العمل بالاسطرلاب، از علی بن عیسی منجم.
- برهان صنعه الاسطرلاب، از محمد بن صباح و ابراهیم بن صباح.
- رساله فی عمل الاسطرلاب، از محمد بن موسی بن شاکر.
- رساله فی العمل بالاسطرلاب، از حامد بن علی واسطی.
- رساله فی الاسطرلاب، از ابراهیم بن سنان.
- العمل بالاسطرلاب، از عبدالرحمان صوفی.
- رساله فی صنعه الاسطرلاب و العمل بها، از مسلمه بن احمد مجریطی.
- رساله فی عمل الاسطرلاب، از ابوسعید سجزی.
- رساله فی الاسطرلاب، از کوشیار گیلانی.
- رساله دوائر السماوات فی الاسطرلاب و رساله فی الاسطرلاب، هر دو از ابونصر منصور بن عراق.
- رساله فی صنعه الاسطرلاب بالطریق الصناعی، از همو.
- مقاله فی منازعه اعمال الاسطرلاب، از همو.
- کتاب فی العمل بالاسطرلاب، از ابن سمح.
- العمل بالاسطرلاب و ذکر آلاته و اجزائه، از ابن صفار.
- اختصار علم الاسطرلاب، از ابن مشاط سرقسطی.
- رساله فی علم الاسطرلاب، از بیرونی.
- استیعاب الوجوه الممکنه فی صنعه الاسطرلاب، از همو.
- الدرر فی سطح الاکر، از همو.
- معرفةالاسطرلاب معروف به شش فصل، تألیف محمد بن ایوب طبری
- عمل والالقاب، تألیف محمد بن ایوب طبری
- بیست باب در معرفت اسطرلاب، از خواجه نصیرالدین طوسی.
- رساله در ساختن اسطرلاب، از غیاث‌الدین جمشید کاشانی

همچنین در برخی کتاب‌های نجومی در فصل یا فصل‌هایی به اسطرلاب و چگونگی کار با آن پرداخته شده است. از این جمله‌اند:
- المدخل الی علم احکام النجوم از ابونصر قمی،
- افراد المقال فی امر الظلال از بیرونی،
- التفهیم لاوائل صناعه التنجیم از همو،
- روضه المنجمین از شهمردان بن ابی الخیر رازی
- جامع المبادی´ و الغایات فی علم المیقات از ابوعلی مراکشی.

دربارهٔ انواع ویژه اسطرلاب نیز رساله‌هایی نوشته شده است، از جمله:
- رساله فی الاسطرلاب المسرطن، از ابوسعید سجزی.
- الاسطرلاب الزورقی، از همو.
- رساله فی الاسطرلاب السرطانی المجنح، از ابونصر عراق.
- رساله فی الاسطرلاب السرطانی المجنح، از محمد بن نصر بن سعید.
- رساله فی عمل الاسطرلاب المسرطن، از ابونصر احمد بن زریر.[۸]
- کتاب‌الزیج، از بتانی
- اسطرلاب بلانضیری عمل محمد ناصر الطوسی سنه۱۱۴۲

اروپائیان در قرن ۱۳ میلادی از راه اندلس اسپانیا و آثار اسلامی اسطرلاب را شناختند.

## اجزای اسطرلاب
- حلقه:این قطعه دایره‌ای است فلزی که به هنگام کار با اسطرلاب می‌توان آن را به عنوان دستگیره به کاربرد، یا به جایی آویخت. گاه حلقه دیگری نیز که ممکن است فلزی، نخی یا ابریشمی باشد و آن را علاقه می‌نامند، به آن میفزایند.[۸]
- عروه:این اندام دایره‌ای فلزی است که میان حلقه و کرسی قرار می‌گیرد. این دو (یا سه) اندام امکان چرخش کامل اسطرلاب و قرار گرفتن آن در جهت صحیح به هنگام کار با آن را فراهم می‌آورد.
- کرسی: زائده‌ای است بر قوس کوچکی از محیط اسطرلاب که عروه بدان متصل می‌شود.
- اُم: ام صفحه اصلی و غیرقابل انتقال اسطرلاب است و دیواره‌ای آن را در برمیگیرد و صفحات دیگر که قابل انتقالند، روی آن قرار می‌گیرند. عرض دیواره به ۳۶۰ تقسیم شده است. بر کف این صفحه، چندین دایره که مرکز آن‌ها مرکز صفحه است، رسم شده‌اند، و در هر یک از این دوایر، نام چندین شهر نوشته شده است. این صفحه بیشتر برای یافتن جهت قبله به کار می‌رود.[۸]
- حجره: فضای تهی که از ام اسطرلاب و دیواره آن تشکیل می‌شود و صفحه‌های قابل انتقال اسطرلاب و عنکبوت در آن جای می‌گیرند.
- عضاده: یا خط‌کش
- صفایح: صفایح اعم از عنکبویته و مقنطرات، صفحاتی دایره شکلند با سوراخی در مرکز دایره که قطب یا محور اسطرلاب از آن می‌گذرد (شکل ۱، شم ۴) و یک فرو رفتگی در نقطه‌ای از پیرامون، برای آنکه به کمک یک برآمدگی در دیواره حجره، در جای خود قرار گیرد و از گردش آن جلوگیری گردد. بر روی هر صفحه، ۳ دایره که مرکز آن‌ها مرکز صفحه است، رسم شده، و هر کدام به ترتیب درازای شعاع نشان دهنده مدارهای رأس‌الجدی، رأس‌الحمل و رأس‌السرطانند. این ترتیب مربوط به اسطرلاب شمالی است؛ در اسطرلاب جنوبی دایره کوچک‌تر مدار رأس‌الجدی و دایره بزرگ‌تر مدار رأس‌السرطان خواهد بود. بر روی صفحات، همچنین دو قطر عمود برهم رسم شده است؛ قطر افقی را خط مشرق و مغرب خوانند (نیمه چپ خط مشرق، و نیمه راست خط مغرب است) و قطر عمودی، از کرسی تا مرکز، خط نصف‌النهار است و نیمه دیگر آن خط وتدالارض، یا خط نصف‌اللیل نامیده می‌شود (بیرونی، التفهیم، ۲۹۳؛ نصیرالدین، ۲–۳).[۸]
- قطب یا محور
- شذیه: نشاندهنده‌هایی که به‌صورت پیکان محل ستارگان بر روی عنکبوتیه است و در طراحی‌های متعدد به‌صورت نوک برگ یا منقار پرندگان و … یا متناسب با سمبول صورت فلکی طراحی و ساخته می‌شود.
- ثقبه یا سوراخ: که بر روی برآمدگی روی عضاده جهت رصد تعبیه می‌شود. در بعضی موارد امتداد دو سوراخ عضاده را با یک لوله باریک جهت جلوگیری از تزاحم نور محیط هنگام رصد به هم وصل می‌کنند که به این لوله انبویه می‌گویند.
- فرس یا اسبک: که از داخل فطب عبور می‌کند و وظیفه هم مرکز کردن و نگهداری صفایح بر روی اُم را دارد.

## محاسبات

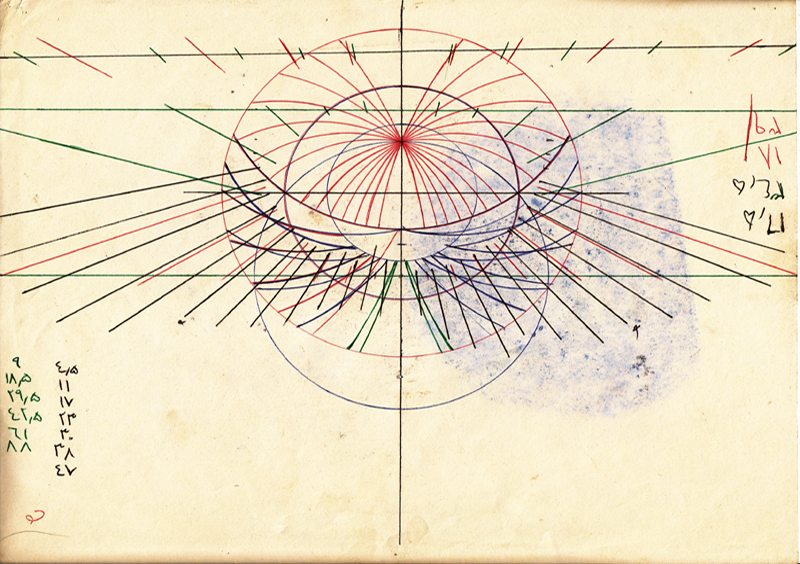

در شکل روبرو، زیر محاسبه صفحه مُقَنطَرات که در مقیاس سدسی است، نشان داده شده است.

## مواد مورد استفاده در ساخت
معمولاً اسطرلاب را از برنج می‌سازند ولی بعضاً هم از مس استفاده شده است.

## کاربردهای اسطرلاب
برای این ابزار بیش از ۳۰۰ کاربرد مطرح کرده‌اند. از کاربردهای زمان اسلامی آن می‌توان به قبله یابی و تعیین ساعات اذان‌ها اشاره کرد. کاربرد عملی این ابزار برای تعیین ظهر شرعی بوده است. در زیر به برخی از کاربردهای نجومی اسطرلاب اشاره شده است:
- نمایش آسمان در لحظه دلخواه
- محاسبه زمان طلوع و غروب اجرام آسمانی در زمان دلخواه
- اندازی‌گیری فواصل و ارتفاعات با روش‌های هندسی و مثلثاتی
- محاسبه مکان اجرام آسمانی در آسمان
- تعیین زمان از طریق مشاهده اجرام آسمانی
- تعیین طول روز و طول شب[۸]